# Christopher Dean

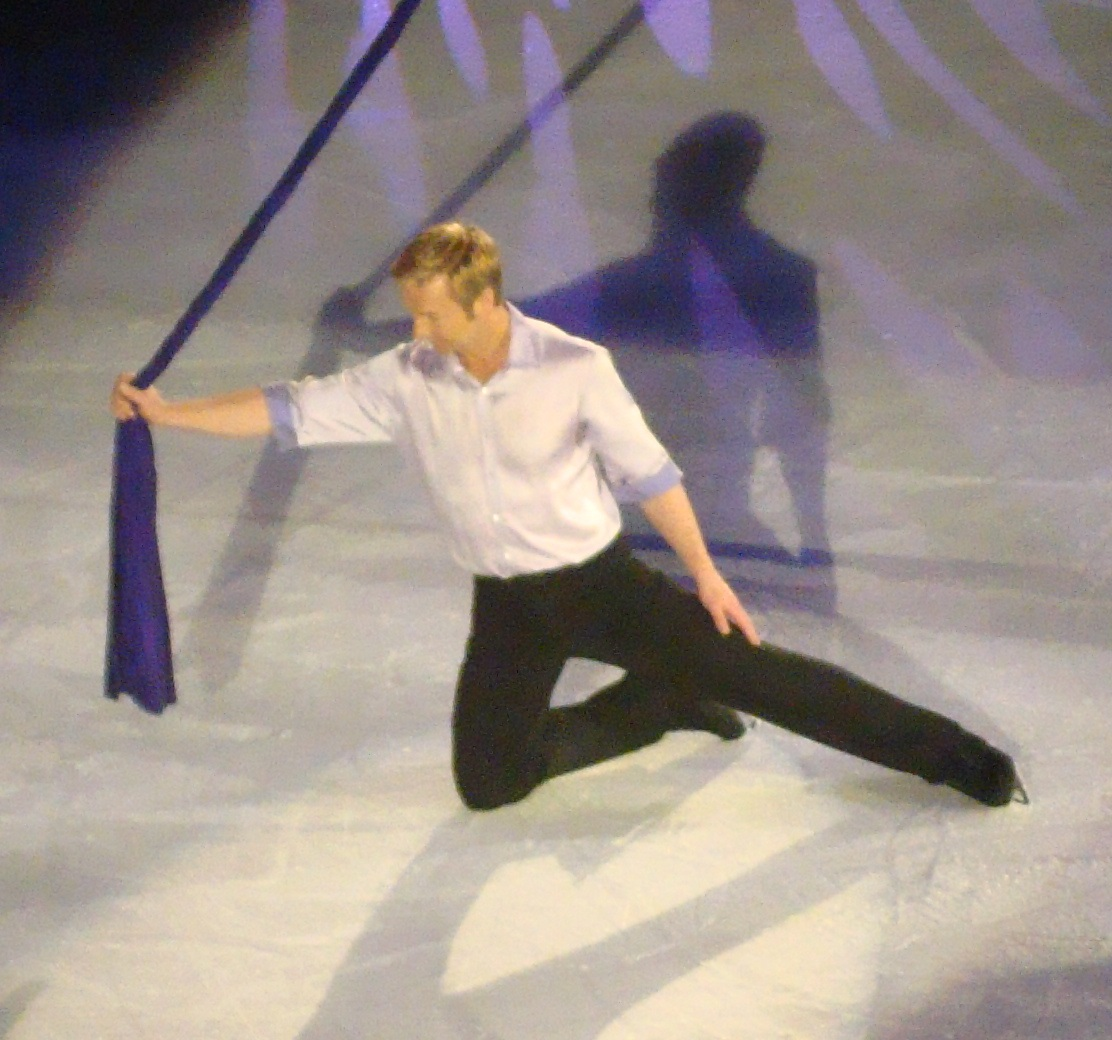
Christopher Dean

Christopher Colin Dean (Nottingham (Engeland), 22 juli 1958) is een Britse kunstschaatser.
Christopher Dean won met zijn partner Jayne Torvill vier keer op rij de wereldtitel ijsdansen (1981, '82, '83 en '84). Zij wonnen ook de gouden medaille op de Olympische Spelen van Sarajevo in 1984. Later wonnen ze nog de bronzen medaille tijdens de Olympische Spelen in Lillehammer (1994).

## Belangrijke resultaten
| Kampioenschap           | 1977 | 1978  | 1979 | 1980 | 1981 | 1982 | 1983 | 1984 |  | 1994  |
| ----------------------- | ---- | ----- | ---- | ---- | ---- | ---- | ---- | ---- |  | ----- |
| Olympische Spelen       |      |       |      | 5e   |      |      |      | Goud |  | Brons |
| Wereldkampioenschap     |      | 11e   | 8e   | 4e   | Goud | Goud | Goud | Goud |  |       |
| Europees Kampioenschap  |      | 9e    | 6e   | 4e   | Goud | Goud | tzt  | Goud |  | Goud  |
| Nationaal Kampioenschap | 4e   | Brons | Goud | Goud | Goud | Goud | Goud | Goud |  | Goud  |

1976: Ljoedmila Pachomova / Aleksandr Gorsjkov ·
1980: Natalja Linitsjoek / Gennadi Karponossov ·
1984: Jayne Torvill / Christopher Dean ·
1988: Natalja Bestemjanova / Andrej Boekin ·
1992: Marina Klimova / Sergej Ponomarenko ·
1994: Oksana Grisjtsjoek / Jevgeni Platov ·
1998: Oksana Grisjtsjoek / Jevgeni Platov ·
2002: Marina Anissina / Gwendal Peizerat ·
2006: Tatjana Navka / Roman Kostomarov ·
2010: Tessa Virtue / Scott Moir ·
2014: Meryl Davis / Charlie White ·
2018: Tessa Virtue / Scott Moir ·
2022: Gabriella Papadakis / Guillaume Cizeron
- Bibliothèque nationale de France: cb131881269 (data)
- Gemeinsame Normdatei: 121219925
- International Standard Name Identifier: 0000 0000 8368 193X
- Library of Congress Control Number: n88020354
- Nationale Bibliotheek van Tsjechië: xx0150985
- Nationale Bibliotheek van Israël: 987012501724105171
- SNAC: w6jt2s7g
- Virtual International Authority File: 29673685
- WorldCat: E39PBJtcDxTgfpHQTP4MDbmcfq